# Andròsace cilíndrica
L'andròsace cilíndrica (Androsace cylindrica), és una espècie de planta amb flors de la família de les primulàcies.

## Distribució
És una espècie escassa, endèmica dels Pirineus que creix en sòls calcaris d'aquestes muntanyes entre 1600 i 2300 metres d'altura. Aquesta espècie s'ha inscrit a l'Annex I d'espècies vegetals protegides sobre el conjunt del territori francès metropolità.

## Taxonomia
Se n'han descrit dues subespècies:
- Androsace cylindrica subsp. cylindrica
- Androsace cylindrica subsp. hirtella (Dufour) Greuter & Burdet

## Descripció
L'andròsace cilíndrica és una planta herbàcia vivaç amb tiges ramificades i una mica llenyoses. Les fulles són ovades, allargades i de color verd grisenc i amb pèls. Les fulles velles romanen a les tiges un cop marcides. Les flors tenen un peduncle d'entre 5 i 15 mm, calze amb 5 sèpals amb pèls i corol·la rosada, groguenca a l'inici. Floreix a inicis de l'estiu.